# Bobi Cankov
Boris Cankov, detto Bobi (in bulgaro Борис "Боби" Цанков?; Sofia, 12 agosto 1979 – Sofia, 5 gennaio 2010), è stato un giornalista, scrittore e conduttore radiofonico bulgaro, assassinato per motivi mai chiariti.

## Biografia
Una figura controversa, Cankov (pronuncia: Tzankov) nel 2003 è stato arrestato e nel 2006 è stato condannato per frode. È stato un conduttore per Viva Radio. Nel settembre 2009 ha iniziato a pubblicare una serie di articoli sul tabloid Weekend su alcune figure della criminalità locale. Ha affermato in televisione di essere vicino ad alcuni dei boss della Bulgaria. Nel novembre 2009 ha pubblicato un libro sulla criminalità organizzata, descritto come un thriller autobiografico, mentre secondo la polizia era un mix di realtà e finzione.
Nel 2004 una bomba è esplosa di fronte a casa sua. Il 5 gennaio 2010 è stato ucciso in pieno giorno a colpi d'arma da fuoco nel centro di Sofia da due uomini armati. Aveva 30 anni. Altri due uomini furono feriti: secondo Dnevnik erano le sue guardie del corpo mentre secondo la polizia erano clienti dello stesso studio legale dove Cankov era appena stato.
La direttrice generale dell'UNESCO Irina Bokova e Nina Ognianova del Comitato per la protezione dei giornalisti hanno condannato l'omicidio. Mark Gray, un portavoce della Commissione europea, ed EurActiv hanno osservato che le sparatorie erano un grave problema in Bulgaria.
Krasimir Marinov, sospettato di essere un boss criminale, fu arrestato e accusato di essere il mandante all'omicidio, ma in seguito fu liberato. Le autorità cercavano anche suo fratello Nikolai Marinov. Anche Stefan Bonev è stato arrestato. I motivi del suo omicidio rimangono poco chiari: è stato affermato che avrebbe potuto essere collegato ai suoi scritti o alle sue frodi.